# Aeroportul Internațional Rimini „Federico Fellini”
Aeroportul Internațional Rimini „Federico Fellini” (IATA: RMI, ICAO: LIPR) este un aeroport din Rimini, provincia Rimini, Emilia-Romagna, Italia ce deservește zona Rimini. Aeroportul a fost tranzitat în 2022 de 214.851 de pasageri. A fost deschis în 1958 și numit după zona deservită.
Situat la o altitudine de 4 m, aeroportul dispune de 1 pistă.

## Infrastructură

### Piste
Aeroportul dispune de o singură pistă. Pista 13/31 are suprafața de asfalt și dimensiunile 3.340 m × . 